# Bryan Rice
Brian Risberg Clausen, mer känd som Bryan Rice, född 29 maj 1978 i Roskilde, är en dansk sångare och textförfattare.

## Karriär
Bryan Rice debutsingel No Promises blev en stor hit i Danmark under 2005–2006. Sången spelades senare in av brittiske artisten Shayne Ward och blev då tvåa på den brittiska försäljningslistan.
2006 släppte Rice singeln Homeless Heart, en cover på Amanda Stotts sång, vilken blev titelmelodi till den danska dokusåpan Paradise Hotel. Han släppte även singeln Can't Say I'm Sorry, vilken senare spelades in av svenske Erik Segerstedt och blev etta på den svenska försäljningslistan.
2009 var han med och skrev sången Underneath My Skin som tävlade i Dansk Melodi Grand Prix.
Ett år senare blev Rice erbjuden en jokerplats i tävlingen och ställde sig själv på scenen med sången Breathing. Efter telefonomröstningen slutade bidraget på andra plats av tio sånger, 2014 deltog Rice igen med låten I choose you, som åkte ut i första omgången.

## Diskografi

### Album
| 2006 | Confessional | 4  |
| 2007 | Good News    | 36 |

### Singlar
| År   | Titel               | Album        |
| ---- | ------------------- | ------------ |
| 2005 | No Promises         | Confessional |
| 2006 | Homeless Heart      | Confessional |
| 2006 | Can't Say I'm Sorry | Confessional |
| 2006 | Where Do You Go     | Confessional |
| 2007 | I Lied              | Good News    |
| 2007 | Good News           | Good News    |
| 2007 | Sleeping Satellite  | Good News    |
| 2008 | Here I Am           | Good News    |
| 2009 | Second Last Chance  | TBA          |
| 2010 | Breathing           | TBA          |